# Nový Poddvorov
Nový Poddvorov là một làng thuộc huyện Hodonín, vùng Jihomoravský, Cộng hòa Séc.